# Пуманэ, Александр Геннадьевич
Александр Геннадьевич Пуманэ (1966—2004) — преступник, наёмный убийца, входивший в Кингисеппскую организованную преступную группировку. Погиб в результате пыток после задержания.

## Биография
Александр Геннадьевич Пуманэ родился 15 февраля 1966 года в городе Пушкин Ленинградской области. Его отец был офицером Военно-морского флота. В 1988 году Пуманэ с отличием окончил штурманский факультет Каспийского военно-морского училища имени Кирова. После окончания училища служил штурманом в Третьей флотилии подводных лодок. Активно занимался спортом.
Пуманэ был женат, в этом браке у него родились две дочери. Жена Пуманэ Наталья работала счетоводом штаба Северного флота, позже стала работать в этом же штабе психологом. Кроме этого, она была инструктором по работе с семьями военнослужащих, занималась улаживанием бытовых конфликтов, проводила психологические исследования экипажей подводных лодок перед автономным плаванием. В 2000 году Наталья получила должность психолога штаба Северного флота, но проработала в ней недолго. Сам Пуманэ в 2000 году после окончания военной службы в Мурманске добился перевода в Москву, в штаб ВМФ, однако вскоре после этого вышел в отставку и переехал на постоянное место жительства в Санкт-Петербург, где поступил на юридический факультет Государственного педагогического института имени Герцена. Закончив институт, Пуманэ не стал заниматься юридической практикой. Он зарабатывал на жизнь перепродажей автозапчастей, а позже стал заниматься перегоном и перепродажей автомобилей. В 2002 году он развёлся со своей женой и стал жить в Санкт-Петербурге, а его жена с дочерьми — в Гатчине. Пуманэ не платил алименты, однако регулярно передавал своим детям по несколько сотен долларов.

## Карьера киллера и смерть
Пуманэ входил в Кингисеппскую ОПГ, возглавляемую Сергеем Финагиным и занимавшуюся исполнением заказных убийств. Пуманэ был отличным взрывотехником и главным специалистом в группировке. При этом он числился помощником адвоката Эмиля Кулиева из Санкт-Петербургской коллегии адвокатов. Некоторые из знакомых Пуманэ утверждали, что видели у него удостоверение сотрудника российского отделения Интерпола.
Пуманэ участвовал в исполнении четырёх заказных убийств и в одном покушении. В 2002 году он попал в оперативное поле зрения уголовного розыска Санкт-Петербурга при расследовании взрыва в у здания областной прокуратуры на Лесном проспекте. Это преступление раскрыто не было, однако, по мнению оперативных работников, этот взрыв был спланирован по заказу Сергея Финагина, а целью акции была дискредитация конкурентов из другой ОПГ.
В 2004 году Пуманэ готовил покушение на бывшего финансового директора компании «Славнефть» Юрия Бушева. 18 сентября этого года Пуманэ был задержан в центре Москвы сотрудниками уголовного розыска. В багажнике его автомобиля были обнаружены две мины МОН-50 с электродетонаторами, двухсотграммовая тротиловая шашка, блок управления электрической схемой и двадцатилитровая канистра с бензином. Задержанный был доставлен в отделении милиции, первоначально его приняли за террориста. В ходе допроса Пуманэ сказал, что несколько дней назад к нему обратился незнакомый мужчина и попросил за тысячу долларов перегнать машину в Москву, а потом выполнить несколько поручений уже в столице — в частности, отогнать машину к Бородинской панораме.
Во время допроса Пуманэ подвергался избиениям со стороны проводивших допрос сотрудников. Когда задержанному стало плохо, примерно в 5 часов утра он в состоянии комы был перевезён в институт имени Склифосовского. Там Пуманэ был поставлен диагноз — закрытая черепно-мозговая травма, ушиб головного мозга тяжелой степени, перелом свода и основания черепа, отек мозга, массовые гематомы. Через несколько часов после безуспешных попыток реанимации Пуманэ скончался, не приходя в сознание. По словам приглашённой в морг на опознание бывшего мужа Натальи Пуманэ, его тело было изуродовано до неузнаваемости. Личность погибшего была установлена только после проведения генетической экспертизы. По заключению врачей, смерть Пуманэ наступила в результате внутреннего кровоизлияния и потери около двух литров крови.
После смерти Пуманэ были объявлены в розыск несколько милиционеров, проводивших допрос. Среди них был майор Вячеслав Душенко, объявленный в федеральный, а затем и в международный розыск. Два года Душенко скрывался, и лишь впоследствии было доказано, что он не имеет отношения к смерти Пуманэ. В марте 2006 года были осуждены бывший начальник отделения милиции Андрей Семигин и Иосиф Смерека, дежуривший в ночь задержания Пуманэ. Они были признаны виновными в халатности, повлекшей по неосторожности смерть человека, и приговорены к двум годам лишения свободы условно и к двум годам заключения в колонии-поселении соответственно.
В феврале 2005 года был задержан сообщник Пуманэ Александр Иванов, признавшийся в пяти убийствах. Благодаря его показаниям в 2005—2006 годах были задержаны практически все рядовые участники Кингисеппской ОПГ и её главари Финагин и Ильясов. В 2007—2008 годах в Московском городском суде прошли два судебных процесса над участниками Кингисеппской ОПГ. 16 бандитов были приговорены к срокам от 4,5 до 19 лет заключения, двое были оправданы.
Родственники Пуманэ и его гражданская жена отрицали его причастность к несостоявшемуся теракту, утверждая, что Пуманэ просто «подставили», использовав его «втёмную».